# Birds in the Trap Sing McKnight
A Birds in the Trap Sing McKnight Travis Scott amerikai rapper második stúdióalbuma. 2016. szeptember 2-án jelent meg a Grand Hustle Records gondozásában és az Epic Records terjesztésében. Kizárólag Travis Scott és Chase B rádióműsorában, a Wav Radio-n, a Beats 1-en és az Apple Music-on debütált az album. A lemezen olyan vendégelőadók szerepelnek, mint André 3000, Blac Youngsta, Kid Cudi, Nav, 21 Savage, Kendrick Lamar, Bryson Tiller, Young Thug, Quavo, K. Forest és a Weeknd. A producerek Nav, Vinylz, Mike Dean, Cardo, Frank Dukes, Allen Ritter és Murda Beatz.
A "Birds in the Trap Sing McKnight" három kislemezzel jelent meg: "Wonderful", "Pick Up the Phone" és "Goosebumps". Az album általában kedvező kritikákat kapott a kritikusoktól, és debütálásakor az amerikai Billboard 200-as listáján az első helyen nyitott, az első héten 88 000 albumegységet értékesített.

## Háttér
Január 4-én Scott a Snapchat-fiókján jelentette be, hogy felfedi új albumának címét. Amíg úton volt, Scott Twitteren osztotta meg az album címét. Először törölte az összes tweetjét, majd az Anti World Turnén jelentette be az album címét. Egy Billboard-interjúban Scott elmagyarázta az album címének jelentését: "A következő albumom, a Birds in the Trap Sing McKnight alapvetően az összes barátomról és arról szól, hogy itt nőttem fel [Missouri Cityben]. Nem mondom, hogy ez egy csapda, nem vagyunk a baszott gettóban, de egyfajta társadalmi csapdaként működik. Ez egy társadalmi kapcsolat csapdája, hogy mit szeretnél csinálni, és hogyan szeretnéd kifejezni magad. Úgy érzem, hogy mindenki szülei vagy az élet korlátoz bennünket valamilyen módon.
Március 30-án Scott és Young Thug bejelentették, hogy a következő néhány napban kiadják a közös számukat. 2016 áprilisában, amikor Scott Houstonban, Texasban lépett fel, bemutatott egy részletet a számból. A chicagói Paris Nightclubban Scott lejátszotta a teljes verziót a "Pick Up the Phone" című dalról, amelyben Young Thug és Quavo is közreműködött. 2016. május 18-án Scott meglepetéskoncertet adott Atlantában, és megerősítette az album hamarosan történő megjelenését, kijelentve: "Pár baszott nap múlva adom ki az új albumomat". Arról is beszélt, hogy az album "néhány kedvenc előadómat" foglalja magában.
Június 2-án Scott levette a dalt a hivatalos SoundCloud oldaláról, miután ott közzétette, és azt mondta, hogy "Ez a dal iTunesre készült volna, de a kiadók ezt sokkal bonyolultabbá teszik, mint ahogyan szükséges lenne, ez az én kislemezem lett volna, de most odaadom azoknak a gyerekeknek. P.S. Lehet, hogy leveszik ezt, mert nem akarják, hogy a gyerekek enni tudjanak.
Július 26-án a Ford Amphitheaterben, Coney Islanden tartott koncertjén Scott bejelentette a Birds in the Trap Sing McKnight megjelenési dátumát, azonban az album kétszer is elmaradt technikai problémák miatt. Egy ingyenes esemény, a Wav Party Los Angelesben, Scott "90210" című zenevideóját mutatta be, míg a "Pick Up the Phone" című dalhoz tartozó videó már elérhető volt Travis Scott Vevo fiókján a YouTube-on. Scott azt is elárulta, hogy Kid Cudi és Kendrick Lamar is szerepelni fog az albumán, a Cashmere Cat által biztosított produkción keresztül. 2016. augusztus 25-én Mike Dean bejelentette, hogy az album ismét késik, mivel még nem fejezték be a keverését. Augusztus 31-én Scott bejelentette az Instagramon, hogy végre elkészült az albuma.

## Felvétel és produkció
Július 18-án, egy DJ Whoo Kid által készített interjúban Scott elárulta, hogy legnagyobb zenei hatása Kid Cudi. Bejelentették, hogy Cudi szerepelni fog az albumon. Ezt egy hónappal azután jelentették be, hogy Cudi bejelentette, Scott is szerepelni fog a saját szólóalbumán, a Passion, Pain & Demon Slayin'-on.

## Megjelenés és promóció
Augusztus 12-én Scott bemutatta a "The Hooch" című dalt a saját Apple Music rádióműsorának, a Wav Radio-n Chase B-vel. A dalt Vinylz, Allen Ritter, Boi-1da és Mike Dean állította össze.Scott bejelentette, hogy az album augusztus 26-án fog megjelenni. Augusztus 19-én Scott bemutatta az új dalt, a "Black Mass"-t a Wav Radio-n Chase B-vel. A dalt Murda Beatz és Cubeatz készítette.
Szeptember 2-án Scott bemutatta az albumot Chase B-vel a Wav Radio-n.Ezután Scott kiadta az új dalt, a "RaRa"-t. A dalban egy amerikai rapper, Lil Uzi Vert vendégszerepel, a produkciónál TM88 és Cubeatz munkálkodott.

## Kislemezek
A "Wonderful" című dal, a kanadai énekes-dalszerző, The Weeknd közreműködésével, 2016. február 16-án jelent meg a ritmikus rádiók számára, mint az album vezető kislemeze. A dalt T-Minus és Boi-1da állította össze, Mike Dean közreműködésével, míg Scott maga is hozzájárult a további produkcióhoz. A dal első premierje Scott SoundCloud-fiókján keresztül történt 2015. december 31-én. A dal a Billboard Twitter Top Tracks listáján a 23. helyig jutott, és platinalemez minősítést kapott a Music Canada-től.
A "Pick Up the Phone" című dal Young Thuggal az album második kislemezként jelent meg kiskereskedelmi értékesítésre és streamingre 2016. június 3-án. A dalban amerikai rapper, Quavo vendégszerepel, és amerikai énekesnő, Starrah ad további vokált, míg a produkción Vinylz és Frank Dukes dolgozott, Allen Ritter és Dean közreműködésével. A kislemezhez készült zenevideó 2016. augusztus 12-én debütált. A "Pick Up the Phone" a 43. helyig jutott az amerikai Billboard Hot 100-on. Emellett szerepel Young Thug mixszalagján, a Jeffery-n.
A "Goosebumps" című dal Kendrick Lamar közreműködésével, az album harmadik kislemezként jelent meg 2016. december 13-án. A dalt Cardo, Yung Exclusive, Cubeatz és Mike Dean készítette. A zenevideó 2017. április 3-án debütált kizárólag az Apple Music platformon. A dal a Billboard Hot 100-on a 32. helyig jutott.

## Kritikai fogadtatás
A Birds in the Trap Sing McKnight általában kedvező kritikákat kapott. A Metacritic, amely normalizált értékelést ad 100 ponton a szakmai publikációk véleménye alapján, az albumra átlagosan 64 pontot adott, nyolc kritika alapján.
Matthew Cooper a Clash-től azt mondta, „Míg Scott talán 14 számot tölt azzal, hogy elmondja nekünk, mennyire összefüggéstelen, a Birds in the Trap Sing McKnight egyáltalán nem az”. Scott Glaysher a HipHopDX-től azt mondta, "Nincs túl sok szöveges fejlődés La Flame részéről ezen az albumon. ... De ha egy megnyugtatóan digitalizált lezárást használ, és átszövi a legjobban kidolgozott kortárs dobmintákat a hiphopban, tényleg nehéz utálni. Ez a rejtélyes szépség Scott zenéjének legjobb része". Matthew Strauss a Pitchfork-tól azt mondta, "A Birds in the Trap Sing McKnight Travis Scott eddigi legjobb munkája: egy magasabb jelentőségű, öntudatos és az ókor trükkjét alkalmazza, hogy valamit olyan luxusossá tegyen, aminek látszólag semmi különleges nincs". Preezy az XXL-től azt mondta, "A Birds in the Trap Sing McKnight egy hullámvasútélmény, végtelen mennyiségű kiemelkedő pillanattal, legyen az egy elpusztíthatatlan refrén itt vagy időben elkapott vendégvers ott".
Andy Kellman az AllMusictől azt mondta, "A nyüzsgő basszusvonalak és a lomha ütemek szintén a ritmikai alapot képezik, a szelíd és csiklandozó billentyűsök pedig édesítik Scott hedonista horgait. Csak a "Guidance"-en keresztül, DF által adott csilingelő dobmintákon keresztül van jelentős rázkódás". Calum Slingerland az Exclaim!-től azt mondta, "Scott hedonista szövegei a szexről és a drogokról rendkívül üresek maradnak, olyan szempontból, amit egy csapdamesternak tituláltak (az abszolút banális "SDP Interlude" felülír mindent). ... Scott erőssége természetesen továbbra is a fülében rejlik a ritmus miatt, részben azért, mert képes olyan dalokat készíteni, amelyekben a kevésbé hálás témák is coolnak hangzanak". Grant Rindner a PopMatterstól azt mondta, "Az eredmények itt nagyon vegyesek, és lehet, hogy egyszerűen az a fajta művész, akinek több időt kellene szánnia a kiadványaira, még akkor is, ha ez a plusz idő nem teljesen az ő döntése". Mike Giegerich a Tiny Mix Tapestől azt mondta, "A Birds egyszerűsített megközelítése a mikrofon mögötti kifinomultság teljes hiányát mutatja".

### Rangsorolás
A Complex a Birds in the Trap Sing McKnightot az "50 legjobb 2016-os album" éves listájának ötödik helyére helyezte, míg a Variance a 38. helyre. Az XXL az 50 legjobb 2016-os hiphop projekt közé sorolta.

## Üzleti teljesítmény
A Birds in the Trap Sing McKnight debütált az amerikai Billboard 200-as listán az első helyen, 88 000 albumegységet értékesítve, amelyből 53 000 volt tiszta albumeladás. Ez Scott első számú albuma lett. 2017. május 22-én az Recording Industry Association of America (RIAA) platina minősítést adott az albumnak, ami azt jelenti, hogy az Egyesült Államokban összesen több mint egymillió példányt adtak el vagy adtak ki album-egyenértékű egységekben.